# Christianisierung der Rus

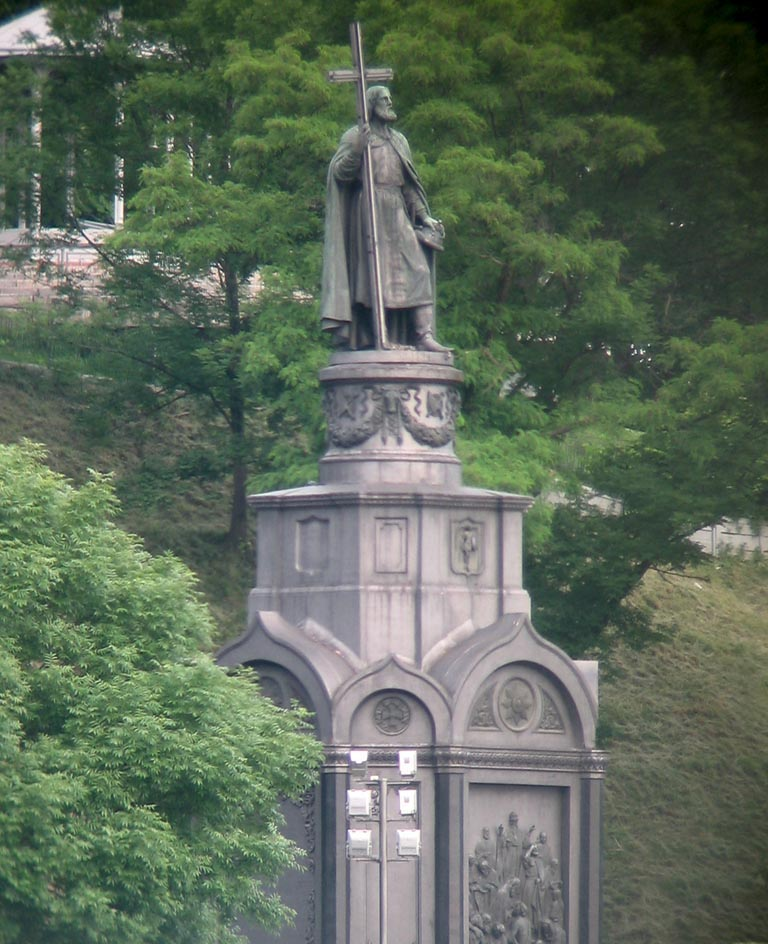
Denkmal für Wladimir den Heiligen in Kiew.

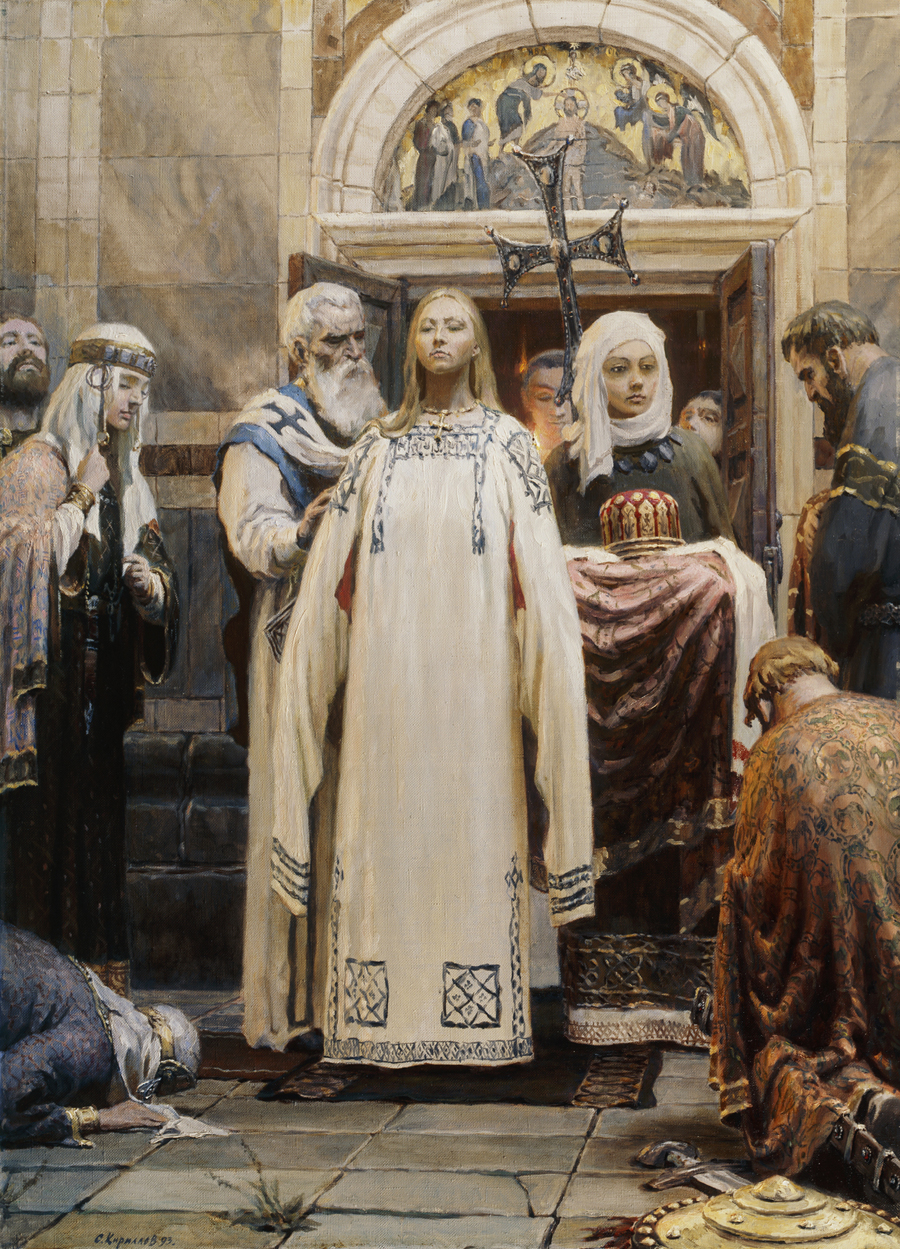
Die Taufe der Hl. Olga in Konstantinopel

Die Christianisierung der Rus (russisch Крещение Руси, ukrainisch Хрещення Русі, belarussisch Хрышчэнне Русі, wörtlich die Taufe der Rus) geht auf die Annahme des orthodoxen Christentums als Staatsreligion der Kiewer Rus durch den Großfürsten Wladimir den Großen im Jahr 988 zurück. Dieses Ereignis markiert den Beginn der Russisch-Orthodoxen Kirche. Im weitesten Sinne versteht man unter diesem Begriff den Prozess der Durchsetzung des Christentums gegen das Heidentum, der mehr als hundert Jahre dauerte.

## Vorgeschichte

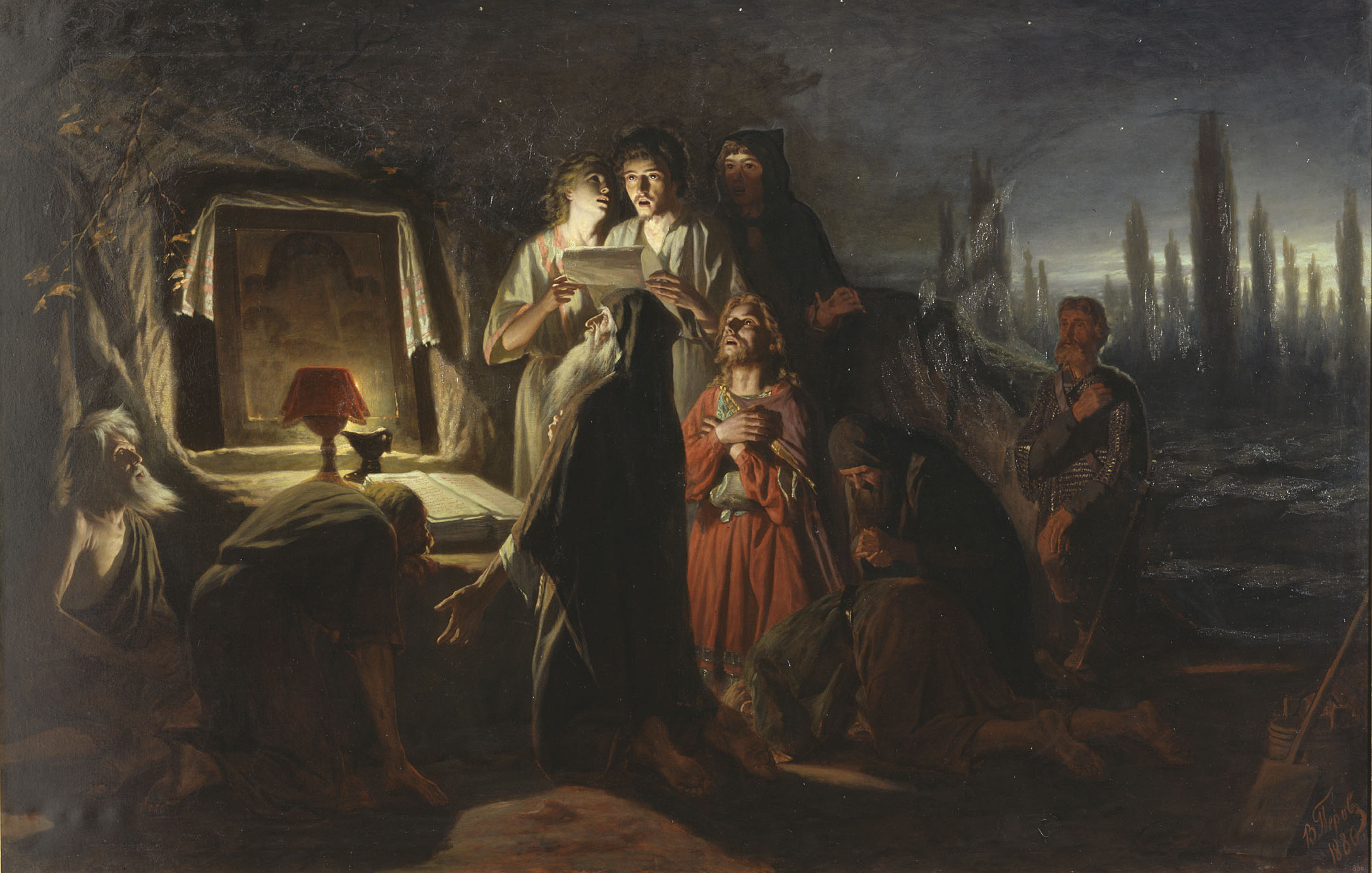
Erste Christen in Kiew. Wassili Perow, Gemälde, 1880

Wieweit die Anfänge des russischen Christentums von nichtbyzantinischen Missionaren, also nicht von Konstantinopel aus, mitbestimmt worden ist, ist in der Forschung umstritten. Bereits vor Wladimir gab es Christen in der Rus, ohne dass das Christentum Staatsreligion war. So gibt es unter den Historikern weitgehenden Konsens darüber, dass die Rus-Fürsten Askold und Dir, die vor der Eroberung durch die Rurikiden kurzzeitig in Kiew herrschten, Christen waren. Sie empfingen das Christentum vom Patriarchen von Konstantinopel Photios I. nach ihrem Feldzug gegen Byzanz im Jahr 860. Auch Wladimirs Großmutter Olga von Kiew hat sich möglicherweise 957 bei einem Besuch von Konstantinopel auf den Namen Helena taufen lassen. Manches spricht dafür, dass sie aber schon zuvor von lateinisch-abendländischen Missionaren bekehrt worden war. Sicher ist, dass sie 959/60 eine eigene Gesandtschaft zu Otto I. schickte, die Missionare und wohl auch einen Bischof erbitten sollten. Otto schickte Adalbert von Magdeburg, damals Mönch in Trier, als Missionsbischof. Als dieser in Kiew eintraf, hatte Olga schon die Regierung an ihren Sohn Swjatoslaw abgegeben, für den sie die Regentschaft geführt hatte, solange er minderjährig war. Swjatoslaw und seine warägische Gefolgschaft waren dem Christentum nicht freundlich gesinnt.

## Religionswahl durch Wladimir I.

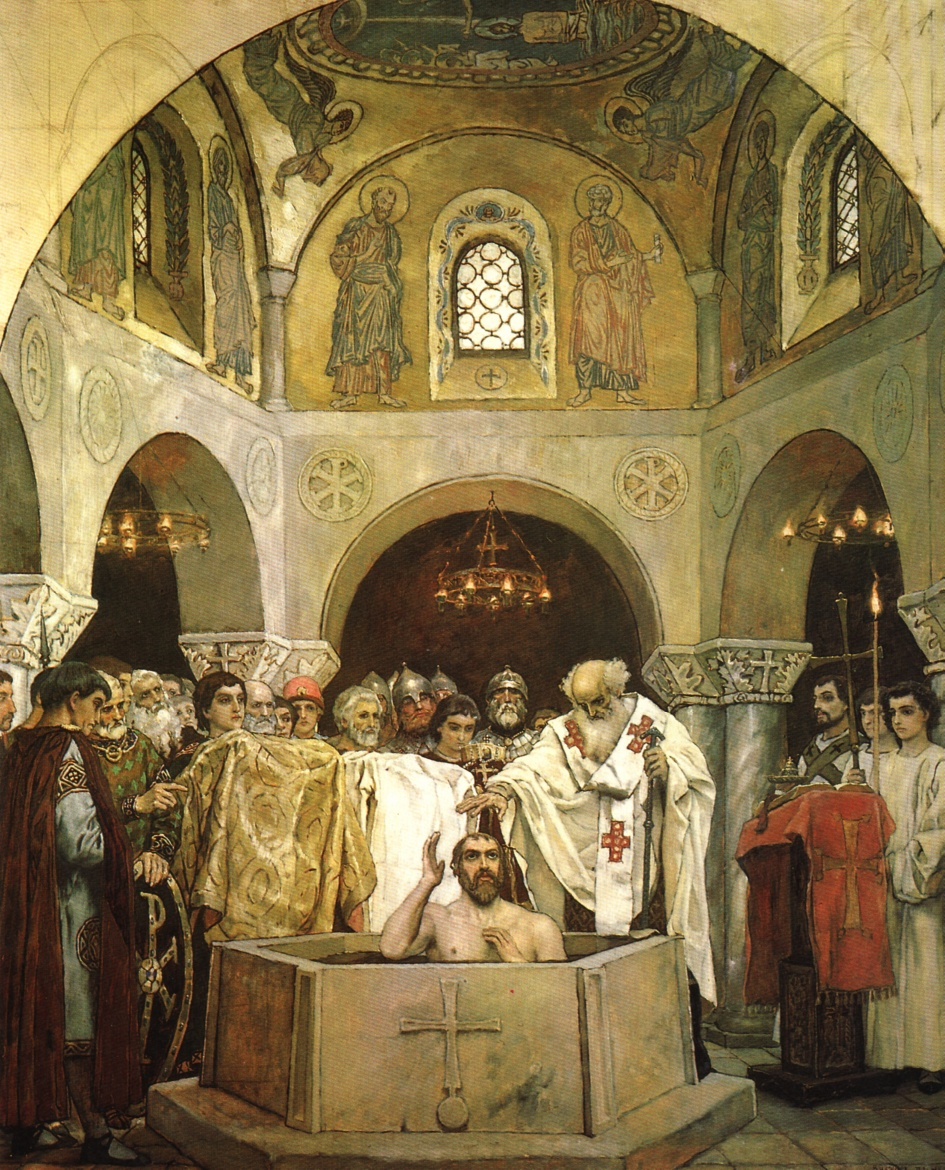
Die Taufe des Fürsten Wladimir. Wiktor Wasnezow, Gemälde, 1890

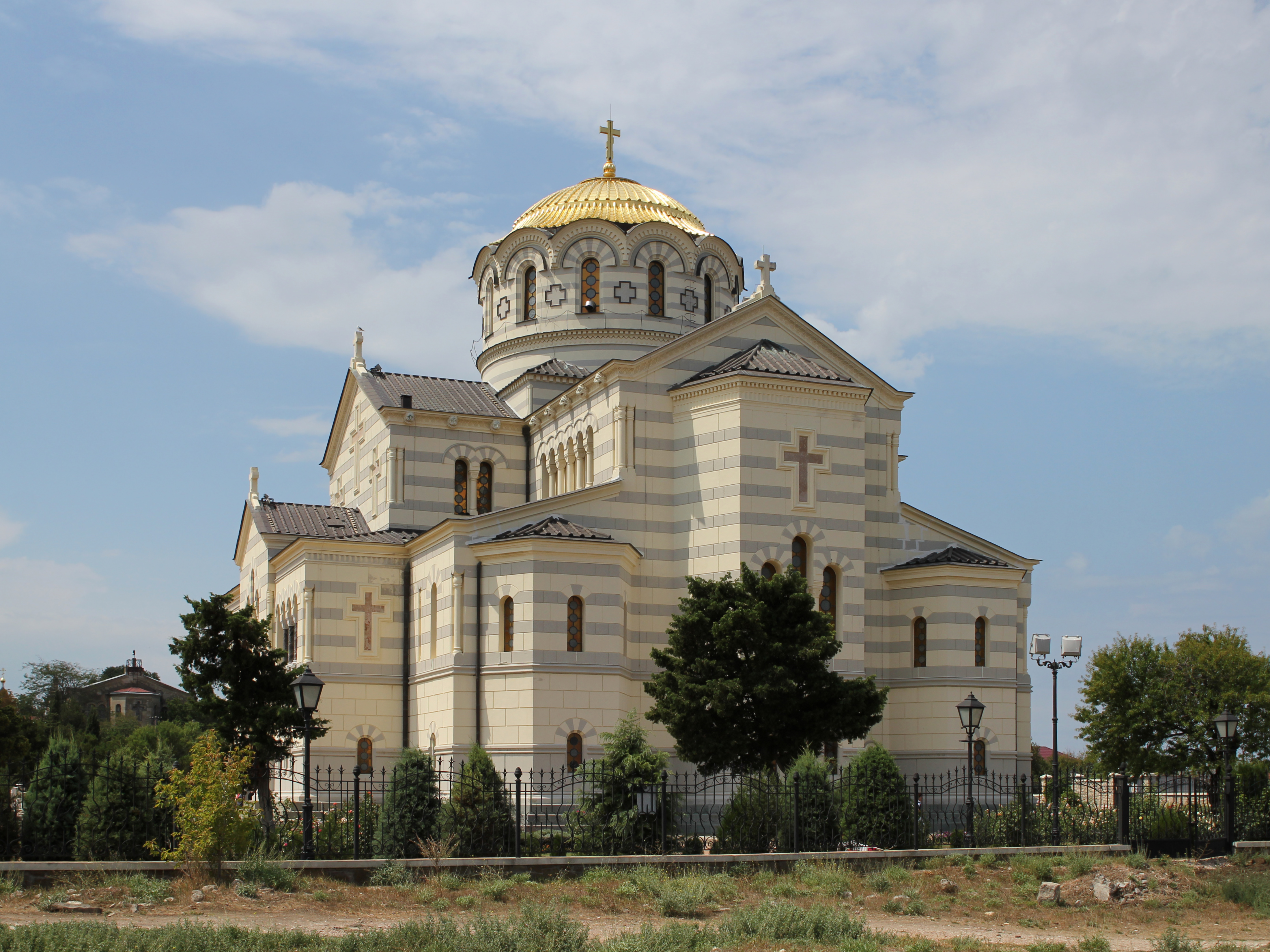
Wladimirkathedrale in Chersonesos auf der Krim

Der Kiewer Großfürst Wladimir suchte nach einer Staatsreligion, die sein großes Reich einen konnte. Das heterogene Pantheon des slawischen Heidentums, das regional unterschiedlich ausgeprägt war, erfüllte diese Funktion nicht, obwohl Wladimir zu diesem Zweck mehrere „heidnische Reformen“ versuchte. Gemäß der Nestorchronik lud Wladimir schließlich Glaubenslehrer aus verschiedenen Ländern ein, um sich mit verschiedenen monotheistischen Religionen vertraut zu machen. Eine Gesandtschaft der Wolgabulgaren, die für den Islam warb, musste mit leeren Händen zurückkehren, da Wladimir das Alkoholverbot nicht gefiel. Ebenso schickte er deutsche Missionare, die den römischen Papst vertraten, und die judaistischen Chasaren fort.
Erfolg hatten schließlich die byzantinischen Glaubenslehrer. Wladimir schickte seine Vertreter nach Konstantinopel, um in der Hagia Sophia einem Gottesdienst beizuwohnen. Als sie zurückkehrten, berichteten sie ihm davon, dass sie nicht mehr wussten, ob sie "noch auf der Erde oder bereits im Himmel" waren. So entschied sich Wladimir (laut Legende) für das Christentum byzantinischer Prägung. Tatsächlich war Wladimirs Taufe aber mindestens ebenso sehr ein diplomatischer Schachzug: Ziel war die Verbindung mit dem byzantinischen Kaiserhaus. Kaiser Basileios II. benötigte Hilfe gegen die Bulgaren, die gemeinsamen Feinde Wladimirs und des oströmischen Kaisers. Wladimir schickte ein Heer von 6000 Rus nach Konstantinopel. Außerdem übte er durch Angriffe auf das byzantinische Chersonesos auf der Krim Druck auf den Kaiser aus. Schließlich willigte dieser ein: Wenn sich Wladimir taufen ließe, so würde Basileios II. ihm für die militärische Unterstützung seine Schwester Anna zur Frau geben. So geschah es, und Wladimir I. bekam als erster europäischer Herrscher eine Purpurgeborene zur Frau. Wladimir reiste auf die Krim ins byzantinische Chersonesos und ließ sich dort 988 persönlich taufen.
Der Korsunschen Legende zufolge eroberte Wladimir Chersonesos im Jahr 987 während des byzantinischen Bürgerkriegs, als die oströmischen Kaiser gegen den Usurpator Bardas Phokas den Jüngeren kämpften. Basileios II. versuchte, die Rus als Verbündete zu gewinnen, woraufhin Wladimir die Hand seiner Schwester Anna Porphyrogenneta forderte. Dieser willigte ein, allerdings unter der Bedingung, dass Wladimir sich zum Christentum bekennt, da die Verheiratung seiner Tochter mit einem Heiden eine Erniedrigung wäre. Auf diese Weise ließ sich Wladimir in Chersonesos 988 taufen und markierte so das russisch-byzantinische Bündnis.

## Taufe

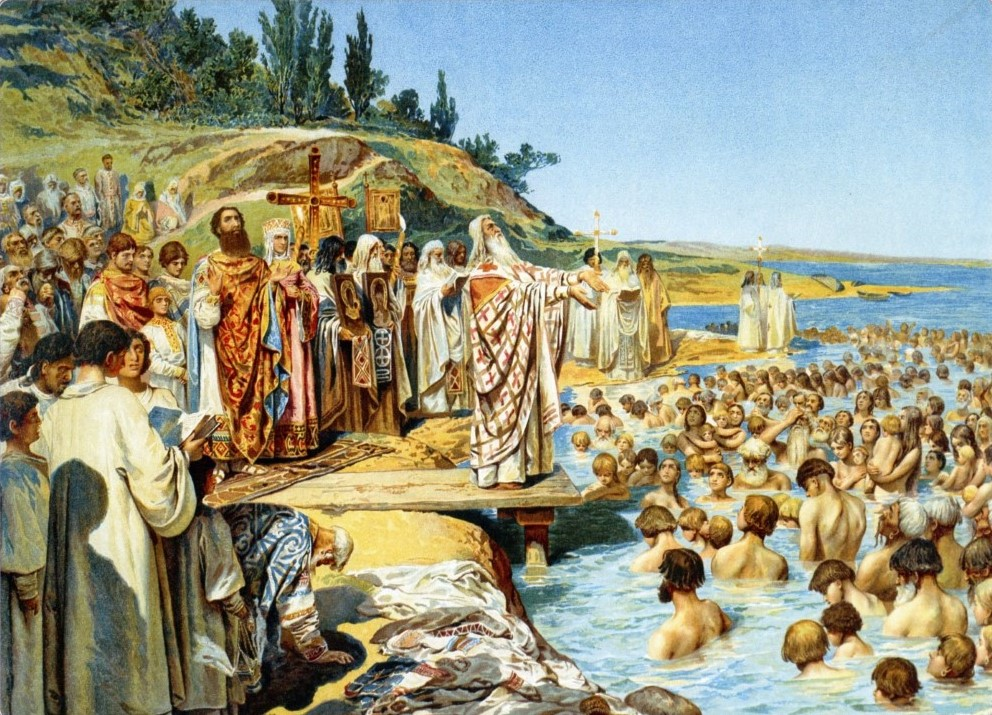
Die Massentaufe der Kiewer im Dnepr. Gemälde von Klawdi Lebedew

Im selben Jahr 988 ließ er die heidnischen Götzen in Kiew in den Dnepr werfen und ordnete an, dass alle Stadtbewohner sich im Dnepr taufen lassen. Diese Massentaufe gilt als der symbolische Beginn des russisch-orthodoxen Christentums. In Kiew wurde eine Metropolie des Patriarchats von Konstantinopel etabliert, ihr erster Bischof wurde Michael I. Wladimir entsandte Vertreter seiner Druschina in alle Ecken seines Reiches und ließ dort ebenfalls Massentaufen durchführen, wobei alte Götzen gestürzt und geschlagen wurden. Es wurden Eparchien in Nowgorod, Tschernigow, Polozk, Perejaslawl, Wladimir-Wolynski und anderen großen Städten eingerichtet.
Nicht überall verliefen die Aktionen gegen den heidnischen Kult friedlich und führten zu den vom Kiewer Herrscher gewollten Ergebnissen. Gerade im entfernten Nordosten des Landes, in der Gegend von Rostow und Susdal, blieb das Heidentum noch lange Zeit einflussreich, es kam in den folgenden Jahrzehnten immer wieder zu gewaltsamen Aufständen gegen den Christianisierungszwang. Der Nordosten blieb lange Zeit eine Zufluchtstätte für überzeugte Heiden, die der Macht der Kiewer Fürsten entfliehen wollten. So beschleunigte die Christianisierung die slawische Migration in diese noch stark finno-ugrisch geprägten Gebiete. Bischof Jesaja von Rostow konnte schließlich in der zweiten Hälfte des 11. Jahrhunderts das Christentum auch in dieser Gegend stärken.

## Folgen
Die Christianisierung hatte einen immensen kulturellen Einfluss auf die Rus und beeinflusste grundlegend die Kunst, die Literatur und die Architektur. Sie führte unter anderem zur Verbreitung der kyrillischen Schrift, die die Schüler der Slawenapostel Kyrill und Method im 10. Jahrhundert im  Bulgarischen Reich ausgearbeitet hatten. Eine wichtige Rolle bei der Verbreitung der christlichen Lehren spielten in der Frühphase neben griechischen Missionaren auch Missionare aus dem südslawischen Raum, vor allem aus dem Bulgarischen Reich. Man spricht in diesem Zusammenhang von dem »Ersten Südslawischen Einfluss«.
Der Religionswissenschaftler Wladimir Toporow sah in dem Ereignis von 988 den Ursprung einer besonderen Russischen Zivilisation und maß ihm eine gesamteuropäische und -eurasische Bedeutung bei.

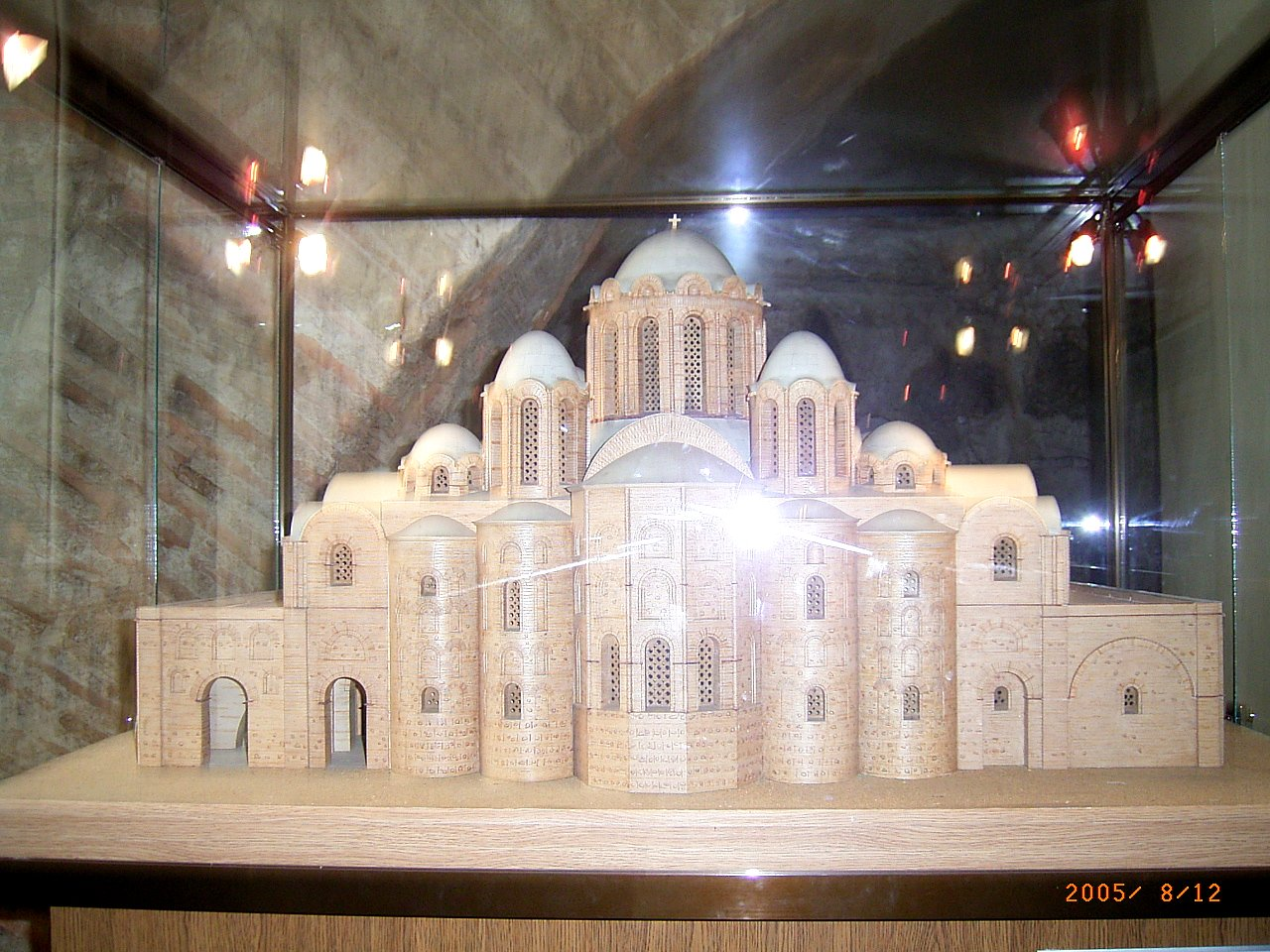
Das ursprüngliche Aussehen der Kiewer Sophienkathedrale

Die Christianisierung markierte den Beginn des steinernen Baus in der Rus. Zur ersten Steinkirche des Reiches wurde die Desjatynna-Kirche in Kiew. Unter Wladimirs Nachfolgern entstanden nach dem Vorbild Konstantinopels die Kiewer Sophienkathedrale, die Nowgoroder Sophienkathedrale und die Polozker Sophienkathedrale. In Kiew und Wladimir wurden nach dem Vorbild von Konstantinopel Goldene Tore gebaut.